# 李圣传
李圣传（1905年—1987年），扬州名士，书法家。曾用名道积，别号今吾。

## 生平
1955年之后从事古籍鉴定整理工作。早年毕业于上海南洋大学。扬州人物志有其专志。长期居住在北京，一九七五年农历八月晦日，萧劳、夏承焘、张伯驹、钟敬文、周汝昌、吴柏森、周笃文、李今吾（李圣传）、潘素等偕游西山，考察曹雪芹故居。